# Lázaro Pérez Jiménez

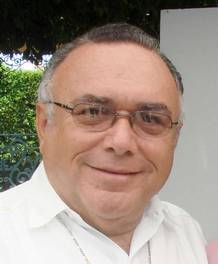
Lázaro Pérez Jiménez

Lázaro Pérez Jiménez (* 9. September 1943 in Tizimín, Mexiko; † 25. Oktober 2009 in Mexiko-Stadt) war ein mexikanischer Geistlicher und römisch-katholischer Bischof von Celaya.

## Leben
Lázaro Pérez Jiménez studierte Geisteswissenschaften und Philosophie am Theologischen Seminar der Madonna von Rosario und San Ildefonso im Erzbistum Yucatán sowie Theologie an der Päpstlichen Universität Gregoriana in Rom. Er empfing am 21. September 1968 die Priesterweihe für das Erzbistum Yucatán. Anschließend absolvierte er weitere Studien mit Schwerpunkt Spiritualität an der Gregoriana. Neben seelsorgerischen Tätigkeiten war er Professor für Dogmatik, Vize-Rektor und Studienpräfekt am Priesterseminar in Merida, Yucatán. Er engagierte sich zudem im Sekretariat der Priesterbruderschaft, war Mitglied des Diözesan-Kommission für den Klerus und die Spiritualität, Kanzler des Sekretariats der Evangelisierung und Katechese, verantwortlich für die Bildung der Ständigen Diakone sowie als Kaplan im Noviziat der Katechetenausbildung im Kollegium in Guadalupana. Von 1989 bis 1991 war er Professor für Dogmatische Theologie an der Päpstlichen Universität von Mexiko (Universidad Pontificia de México), zudem war er zuständig für die Ausbildung des Klerus in der Erzdiözese von 1980 bis 1991. 
Papst Johannes Paul II. ernannte ihn am 15. Mai 1991 zum Bischof von Autlán. Die Bischofsweihe spendete ihm der Apostolische Nuntius in Mexiko, Erzbischof Girolamo Prigione, am 29. Juni 1991; Mitkonsekratoren waren der Erzbischof von Yucatán, Manuel Castro Ruiz und der Weihbischof in Toluca und spätere Kardinal, Francisco Robles Ortega.
Am 26. Juli 2003 wurde er durch Papst Johannes Paul II. zum Bischof von Celaya ernannt. 
In der mexikanischen Bischofskonferenz (CEM) war er Mitglied des Obersten Rates an der Päpstlichen Universität von Mexiko für den Dreijahreszeitraum 1992–1994 und Mitglied der Kommissionen für Soziales und Familie des CEM von 1994 bis 1997. Von 1997 bis 2000 war er Präsident der Kommission für die Evangelisierung und Katechese sowie Mitglied des Rates der Päpstlichen Universität von Mexiko von 1997 bis 2000.